# 田宮重正
田宮 重正（たみや しげただ、生没年不明）は、戦国時代の剣客。抜刀田宮流の祖である（流名を田宮流と称したのは二代目田宮長勝）。
関東の出身であり、初め、東下野守元治に学んだ。林崎重信（林崎甚助）の五大高弟の一人。また、田宮の居合は美しく、美の田宮と賞賛された。

## 名前
『日本武藝小傳・増補改定武芸流派大辞典』綿谷雪によれば次のとおり。
- 田宮平兵衞重正（上州岩田村出身）
  - 諱：始め業正のち成正（『張藩武術師系録』による）
  - 一書：成政・茂正・重政

## 本朝武芸小伝
『本朝武藝小傳』卷六 刀術では、次のとおり重正は当時の柄の平均的な長さよりも三寸程長い長柄の刀を考案、推奨したという。